# Lista de deputados federais do Brasil da 44.ª legislatura
Esta é a lista de deputados federais do Brasil da 44.ª legislatura do Congresso Nacional. Inclui-se o nome civil dos parlamentares, o partido ao qual eram filiados na data da posse e a quantidade de votos que receberam para sua eleição, sua unidade federativa de origem, bem como outras informações. Esta legislatura da Câmara dos Deputados durou de 1.º de fevereiro de 1971 a 31 de janeiro de 1975.

## Composição das bancadas
| # | Partido | Líder                     | Bancada   | Posição  |
| - | ------- | ------------------------- | --------- | -------- |
|   | ARENA   | José Bonifácio de Andrada | 223 / 310 | Governo  |
|   | MDB     | Ulysses Guimarães         | 87 / 310  | Oposição |

## Mesa diretora
| Imagem | Cargo              | Nome                                                    | Partido | Estado         |
| ------ | ------------------ | ------------------------------------------------------- | ------- | -------------- |
|        | Presidente         | Flávio Marcílio (Flávio Portela Marcílio)               | ARENA   | Ceará          |
|        | 1° Vice-Presidente | Brígido Tinoco (Brígido Fernandes Tinoco)               | ARENA   | Rio de Janeiro |
|        | 2° Vice-Presidente | Ernesto Pereira Lopes                                   | ARENA   | São Paulo      |
|        | 1° Secretário      | Amaral Netto (Fidélis dos Santos Amaral Netto)          | ARENA   | Guanabara      |
|        | 2° Secretário      | Élcio Álvares                                           | ARENA   | Espírito Santo |
|        | 3° Secretário      | Aureliano Chaves (Antônio Aureliano Chaves de Mendonça) | ARENA   | Minas Gerais   |
|        | 4° Secretário      | João Castelo (João Castelo Ribeiro Gonçalves)           | ARENA   | Maranhão       |
|        | 1° Suplente        | José Garcia Neto                                        | ARENA   | Mato Grosso    |
|        | 2° Suplente        | Marco Maciel (Marco Antônio de Oliveira Maciel)         | ARENA   | Pernambuco     |
|        | 3° Suplente        | Amaral Furlan (Antônio Osvaldo do Amaral Furlan)        | ARENA   | São Paulo      |
|        | 4° Suplente        | Wilmar Guimarães (Wilmar da Silva Guimarães)            | ARENA   | Goiás          |

## Relação
São relacionados os candidatos eleitos com informações complementares da Câmara dos Deputados.
| Os Deputados desta legislatura | Partido | Votação |
| Acre                           | Acre    | Acre    |
| ------------------------------ | ------- | ------- |
| Wildy Viana                    | ARENA   | 2.310   |
| Geraldo Fleming                | MDB     | 2.064   |
| Joaquim Cruz                   | ARENA   | 1.814   |
| Raimundo Melo                  | MDB     | 1.501   |
| Cláudio Nobre                  | ARENA   | 1.457   |
| Nabor Júnior                   | MDB     | 1.371   |
| Alcimar Leitão                 | ARENA   | 1.361   |
| Edison Cadaxo                  | MDB     | 1.289   |
| Ênio Ferreira                  | ARENA   | 1.134   |
| Alagoas                        |         |         |
| José Sampaio                   | ARENA   | 23.069  |
| Vinícius Cansanção             | MDB     | 18.231  |
| José Alves                     | ARENA   | 17.883  |
| Geraldo Bulhões                | ARENA   | 17.091  |
| Oceano Carleial                | ARENA   | 16.621  |
| Amapá                          |         |         |
| Antônio Pontes                 | MDB     | 8.222   |
| Amazonas                       |         |         |
| Vinícius Câmara                | ARENA   | 13.759  |
| Leopoldo Peres                 | ARENA   | 13.208  |
| Rafael Faraco                  | ARENA   | 12.534  |
| Joel Ferreira                  | MDB     | 11.776  |
| Bahia                          |         |         |
| Lomanto Júnior                 | ARENA   | 101.277 |
| João Alves                     | ARENA   | 39.641  |
| Ney Ferreira                   | MDB     | 36.762  |
| Francisco Pinto                | MDB     | 34.298  |
| Djalma Bessa                   | ARENA   | 32.843  |
| Wilson Falcão                  | ARENA   | 32.249  |
| Vasco Neto                     | ARENA   | 30.722  |
| Manoel Novaes                  | ARENA   | 29.493  |
| Rogério Rego                   | ARENA   | 28.728  |
| Theódulo Albuquerque           | ARENA   | 28.397  |
| Tourinho Dantas                | ARENA   | 27.067  |
| Fernando Magalhães             | ARENA   | 26.192  |
| Hanequim Dantas                | ARENA   | 25.769  |
| Prisco Viana                   | ARENA   | 25.482  |
| Necy Novaes                    | ARENA   | 24.688  |
| Rui Bacelar                    | ARENA   | 23.658  |
| Edvaldo Flores                 | ARENA   | 23.584  |
| Ivo Braga                      | ARENA   | 23.068  |
| Odulfo Domingues               | ARENA   | 21.986  |
| Luís Braga                     | ARENA   | 21.535  |
| José Penedo                    | ARENA   | 20.500  |
| Walson Lopes                   | MDB     | 17.594  |
| Ceará                          |         |         |
| Marcelo Linhares               | ARENA   | 54.543  |
| Paes de Andrade                | MDB     | 44.211  |
| Flávio Marcílio                | ARENA   | 43.550  |
| Furtado Leite                  | ARENA   | 43.537  |
| Manoel Rodrigues               | ARENA   | 38.738  |
| Hildebrando Guimarães          | ARENA   | 37.381  |
| Ernesto Valente                | ARENA   | 36.347  |
| Ozires Pontes                  | MDB     | 33.875  |
| Álvaro Lins                    | MDB     | 33.637  |
| Parsifal Barroso               | ARENA   | 32.823  |
| Leão Sampaio                   | ARENA   | 30.773  |
| Edilson Távora                 | ARENA   | 27.731  |
| Jonas Carlos                   | ARENA   | 26.568  |
| Ossian Araripe                 | ARENA   | 26.467  |
| Januário Feitosa               | ARENA   | 25.811  |
| Espírito Santo                 |         |         |
| Elcio Alvares                  | ARENA   | 33.067  |
| José Carlos da Fonseca         | ARENA   | 27.105  |
| Osvaldo Zanello                | ARENA   | 26.078  |
| José Parente Frota             | ARENA   | 25.247  |
| Tasso Andrade                  | ARENA   | 17.914  |
| Argilano Dario                 | MDB     | 16.247  |
| Adalberto Nader                | MDB     | 15.934  |
| Goiás                          |         |         |
| Jarmund Nasser                 | ARENA   | 45.143  |
| Brasílio Caiado                | ARENA   | 41.917  |
| José Freire                    | MDB     | 40.280  |
| Siqueira Campos                | ARENA   | 35.568  |
| Rezende Monteiro               | ARENA   | 33.993  |
| Juarez Bernardes               | MDB     | 33.386  |
| Henrique Fanstone              | ARENA   | 31.769  |
| Anapolino de Faria             | MDB     | 30.180  |
| Fernando Cunha                 | MDB     | 27.390  |
| Ary Valadão                    | ARENA   | 25.845  |
| Vilmar Guimarães               | ARENA   | 18.303  |
| Guanabara                      |         |         |
| Marcelo Medeiros               | MDB     | 112.283 |
| Amaral Neto                    | ARENA   | 69.777  |
| Rubem Medina                   | MDB     | 68.424  |
| Reinaldo Santana               | MDB     | 53.322  |
| Emílio Nina Ribeiro            | ARENA   | 51.739  |
| Flexa Ribeiro                  | ARENA   | 51.296  |
| Lopo Coelho                    | ARENA   | 33.459  |
| Pedro Faria                    | MDB     | 28.625  |
| Léo Simões                     | MDB     | 26.158  |
| Bezerra de Norões              | MDB     | 23.918  |
| J. G. de Araújo Jorge          | MDB     | 23.370  |
| Célio Borja                    | ARENA   | 22.248  |
| Florim Coutinho                | MDB     | 21.780  |
| Miro Teixeira                  | MDB     | 21.507  |
| José Bonifácio                 | MDB     | 21.479  |
| Rubens Berardo                 | MDB     | 18.423  |
| Cardoso de Menezes             | ARENA   | 17.402  |
| Osnelli Martinelli             | ARENA   | 15.526  |
| Lysâneas Maciel                | MDB     | 14.342  |
| Alcir Pimenta                  | MDB     | 14.076  |
| Maranhão                       |         |         |
| João Castelo                   | ARENA   | 41.701  |
| Américo de Souza               | ARENA   | 36.234  |
| Henrique de La Rocque          | ARENA   | 34.518  |
| Pires de Saboia                | ARENA   | 29.434  |
| Freitas Diniz                  | MDB     | 21.040  |
| Eurico Ribeiro                 | ARENA   | 16.897  |
| Osvaldo Nunes Freire           | ARENA   | 15.670  |
| Mato Grosso                    |         |         |
| José Garcia Neto               | ARENA   | 32.390  |
| Ubaldo Barém                   | ARENA   | 23.592  |
| Marcílio Lima                  | ARENA   | 22.942  |
| Emanuel Pinheiro               | ARENA   | 21.476  |
| Gastão Müller                  | ARENA   | 17.325  |
| João da Câmara                 | ARENA   | 14.741  |
| Minas Gerais                   |         |         |
| Geraldo Freire                 | ARENA   | 62.373  |
| Homero Santos                  | ARENA   | 60.951  |
| Tancredo Neves                 | MDB     | 57.094  |
| José Bonifácio de Andrada      | ARENA   | 53.844  |
| Francelino Pereira             | ARENA   | 53.597  |
| Aécio Cunha                    | ARENA   | 49.708  |
| Ozanam Coelho                  | ARENA   | 46.371  |
| Athos de Andrade               | ARENA   | 43.974  |
| Aureliano Chaves               | ARENA   | 43.811  |
| Sinval Boaventura              | ARENA   | 43.687  |
| Edgar Pereira                  | ARENA   | 43.117  |
| Murilo Badaró                  | ARENA   | 40.129  |
| Renato Azeredo                 | MDB     | 39.285  |
| Elias Carmo                    | ARENA   | 38.834  |
| José Machado                   | ARENA   | 38.172  |
| Altair Chagas                  | ARENA   | 38.127  |
| Bias Fortes                    | ARENA   | 36.784  |
| Paulino Cícero                 | ARENA   | 36.468  |
| Fábio Fonseca                  | MDB     | 35.280  |
| Nogueira de Rezende            | ARENA   | 35.268  |
| João Batista Miranda           | ARENA   | 34.887  |
| Fagundes Neto                  | ARENA   | 32.968  |
| Jorge Ferraz                   | MDB     | 31.322  |
| Manoel Taveira                 | ARENA   | 31.184  |
| Jairo Magalhães                | ARENA   | 29.152  |
| João Guido                     | ARENA   | 28.233  |
| Jorge Vargas                   | ARENA   | 26.366  |
| Sílvio de Abreu                | MDB     | 26.235  |
| Hugo Aguiar                    | ARENA   | 26.233  |
| Navarro Vieira                 | ARENA   | 26.175  |
| Bento Gonçalves                | ARENA   | 25.635  |
| Delson Scarano                 | ARENA   | 24.358  |
| Manoel de Almeida              | ARENA   | 23.237  |
| Carlos Cotta                   | MDB     | 21.944  |
| José Nobre                     | MDB     | 20.593  |
| Pará                           |         |         |
| Stélio Maroja                  | ARENA   | 24.504  |
| Júlio Viveiros                 | MDB     | 22.332  |
| Edison Bona                    | ARENA   | 21.626  |
| Américo Brasil                 | ARENA   | 17.806  |
| Pedro Carneiro                 | ARENA   | 15.530  |
| Gabriel Hermes                 | ARENA   | 12.193  |
| João Menezes                   | MDB     | 11.710  |
| Juvêncio Dias                  | ARENA   | 11.276  |
| Paraíba                        |         |         |
| Antônio Mariz                  | ARENA   | 59.434  |
| Álvaro Gaudêncio               | ARENA   | 44.893  |
| Marcondes Gadelha              | MDB     | 43.532  |
| Wilson Braga                   | ARENA   | 43.055  |
| Teotônio Neto                  | ARENA   | 34.147  |
| Janduhy Carneiro               | MDB     | 33.240  |
| Cláudio Leite                  | ARENA   | 29.660  |
| Petrônio Figueiredo            | MDB     | 23.716  |
| Paraná                         |         |         |
| Arnaldo Busato                 | ARENA   | 98.350  |
| Olivir Gabardo                 | MDB     | 56.969  |
| Alípio de Carvalho             | ARENA   | 42.649  |
| Alencar Furtado                | MDB     | 41.767  |
| Zacarias Seleme                | ARENA   | 41.632  |
| Ítalo Conti                    | ARENA   | 40.066  |
| Ardinal Ribas                  | ARENA   | 39.983  |
| Fernando Gama                  | MDB     | 37.538  |
| Artur Santos                   | ARENA   | 33.981  |
| Túlio Vargas                   | ARENA   | 33.200  |
| Antônio Ueno                   | ARENA   | 33.065  |
| Kalil Maia Neto                | ARENA   | 30.871  |
| Sílvio Barros                  | MDB     | 29.618  |
| Hermes Macedo                  | ARENA   | 28.049  |
| Mário Stamm                    | ARENA   | 27.500  |
| Alberto Costa                  | ARENA   | 27.396  |
| Agostinho Rodrigues            | ARENA   | 26.612  |
| Emílio Gomes                   | ARENA   | 24.522  |
| José Carlos Leprevost          | ARENA   | 22.976  |
| Flávio Giovine                 | ARENA   | 21.780  |
| Ferreira do Amaral             | ARENA   | 21.667  |
| João Vargas                    | ARENA   | 21.572  |
| Ary de Lima                    | ARENA   | 21.373  |
| Pernambuco                     |         |         |
| Marcos Freire                  | MDB     | 56.967  |
| Etelvino Lins                  | ARENA   | 49.034  |
| Augusto Lucena                 | ARENA   | 42.744  |
| Fernando Lyra                  | MDB     | 38.352  |
| Ricardo Fiuza                  | ARENA   | 37.379  |
| Gonzaga Vasconcelos            | ARENA   | 37.265  |
| Airon Rios                     | ARENA   | 34.395  |
| Aderbal Jurema                 | ARENA   | 32.712  |
| Marco Maciel                   | ARENA   | 32.438  |
| Geraldo Guedes                 | ARENA   | 30.888  |
| Carlos Alberto Oliveira        | ARENA   | 30.345  |
| Lins e Silva                   | ARENA   | 27.896  |
| Thales Ramalho                 | MDB     | 26.088  |
| Josias Leite                   | ARENA   | 24.863  |
| Joaquim Coutinho               | ARENA   | 22.523  |
| Piauí                          |         |         |
| Sousa Santos                   | ARENA   | 31.824  |
| Dirno Pires                    | ARENA   | 26.833  |
| Severo Eulálio                 | MDB     | 26.143  |
| Pinheiro Machado               | ARENA   | 25.133  |
| Milton Brandão                 | ARENA   | 24.995  |
| Paulo Ferraz                   | ARENA   | 22.282  |
| Heitor Cavalcanti              | ARENA   | 20.371  |
| Rio de Janeiro                 |         |         |
| Alair Ferreira                 | ARENA   | 45.746  |
| Adolfo Oliveira                | MDB     | 42.081  |
| Hamilton Xavier                | MDB     | 37.797  |
| José Haddad                    | ARENA   | 37.301  |
| Rozendo de Souza               | ARENA   | 35.332  |
| Walter da Silva                | MDB     | 33.354  |
| Márcio Paes                    | ARENA   | 31.713  |
| Dayl de Almeida                | ARENA   | 31.651  |
| Osmar Leitão                   | ARENA   | 29.350  |
| Luís Braz                      | ARENA   | 28.901  |
| José Sally                     | ARENA   | 28.669  |
| Brígido Tinoco                 | MDB     | 28.221  |
| Ário Teodoro                   | MDB     | 24.703  |
| José Peixoto Filho             | MDB     | 24.049  |
| Daso Coimbra                   | ARENA   | 23.918  |
| Alberto Lavinas                | MDB     | 23.535  |
| José da Silva Barros           | ARENA   | 22.825  |
| Moacir Chiesse                 | ARENA   | 22.437  |
| Rio Grande do Norte            |         |         |
| Henrique Eduardo Alves         | MDB     | 71.861  |
| Vingt Rosado                   | ARENA   | 40.009  |
| Djalma Marinho                 | ARENA   | 28.889  |
| Grimaldi Ribeiro               | ARENA   | 27.863  |
| Antônio Florêncio              | ARENA   | 22.856  |
| Pedro Lucena                   | MDB     | 10.700  |
| Rio Grande do Sul              |         |         |
| Sinval Guazzelli               | ARENA   | 87.243  |
| Alceu Collares                 | MDB     | 74.918  |
| Antônio Bresolin               | MDB     | 71.923  |
| Arnaldo Prieto                 | ARENA   | 63.030  |
| Lauro Rodrigues                | MDB     | 56.454  |
| Ary Alcântara                  | ARENA   | 51.204  |
| Alberto Hoffmann               | ARENA   | 49.855  |
| Lauro Leitão                   | ARENA   | 49.525  |
| Célio Fernandes                | ARENA   | 48.643  |
| Amaral de Souza                | ARENA   | 47.862  |
| Vasco Amaro                    | ARENA   | 42.806  |
| Mário Mondino                  | ARENA   | 38.790  |
| Jairo Brum                     | MDB     | 38.722  |
| Arlindo Kunzler                | ARENA   | 38.095  |
| Aldo Fagundes                  | MDB     | 37.956  |
| Ariosto Jaeger                 | ARENA   | 37.805  |
| Clóvis Stenzel                 | ARENA   | 34.817  |
| Nadir Rosseti                  | MDB     | 34.371  |
| Vítor Issler                   | MDB     | 34.313  |
| Daniel Faraco                  | ARENA   | 33.870  |
| Cid Furtado                    | ARENA   | 33.839  |
| Getúlio Dias                   | MDB     | 32.219  |
| Harry Sauer                    | MDB     | 30.557  |
| José Mandelli Filho            | MDB     | 30.369  |
| Amaury Müller                  | MDB     | 28.711  |
| Eloy Lenzi                     | MDB     | 25.108  |
| Rondônia                       |         |         |
| Jerônimo Santana               | MDB     | 5.093   |
| Roraima                        |         |         |
| Sílvio Botelho                 | ARENA   | 1.890   |
| Santa Catarina                 |         |         |
| Francisco Grillo               | ARENA   | 62.544  |
| Ademar Ghisi                   | ARENA   | 58.831  |
| Wilmar Dallanhol               | ARENA   | 52.091  |
| Dib Cherem                     | ARENA   | 51.474  |
| Francisco Libardoni            | MDB     | 50.233  |
| Jaison Barreto                 | MDB     | 47.899  |
| Albino Zeni                    | ARENA   | 45.412  |
| Pedro Colin                    | ARENA   | 42.616  |
| Aroldo Carvalho                | ARENA   | 41.626  |
| Pedro Ivo Campos               | MDB     | 40.685  |
| João Linhares                  | ARENA   | 38.076  |
| Abel Ávila                     | ARENA   | 34.716  |
| Laerte Vieira                  | MDB     | 29.521  |
| São Paulo                      |         |         |
| Ademar de Barros Filho         | ARENA   | 195.458 |
| Baldacci Filho                 | ARENA   | 159.138 |
| Faria Lima                     | ARENA   | 154.914 |
| Herbert Levy                   | ARENA   | 89.383  |
| Henrique Turner                | ARENA   | 66.595  |
| Sílvio Lopes                   | ARENA   | 66.092  |
| Oscar Pedroso Horta            | MDB     | 64.223  |
| Francisco Amaral               | MDB     | 63.890  |
| Diogo Nomura                   | ARENA   | 61.428  |
| Cantídio Sampaio               | ARENA   | 58.809  |
| Paulo Abreu                    | ARENA   | 50.834  |
| Ítalo Fittipaldi               | ARENA   | 48.220  |
| Monteiro de Barros             | ARENA   | 47.267  |
| Ulysses Guimarães              | MDB     | 44.704  |
| Freitas Nobre                  | MDB     | 44.430  |
| João Arruda                    | MDB     | 44.430  |
| Mário Teles                    | ARENA   | 44.397  |
| Chaves Amarante                | ARENA   | 43.137  |
| Amaral Furlan                  | ARENA   | 42.167  |
| Adalberto Camargo              | MDB     | 41.961  |
| Bezerra de Melo                | ARENA   | 41.959  |
| João Batista Ramos             | ARENA   | 40.815  |
| Santilli Sobrinho              | MDB     | 40.381  |
| Ernesto Pereira Lopes          | ARENA   | 40.107  |
| Sussumu Hirata                 | ARENA   | 39.948  |
| Braz Nogueira                  | ARENA   | 39.764  |
| Alfeu Gasparini                | ARENA   | 39.468  |
| Athiê Jorge Coury              | MDB     | 38.778  |
| Artur Fonseca                  | ARENA   | 38.208  |
| Aldo Lupo                      | ARENA   | 38.004  |
| Ildélio Martins                | ARENA   | 37.152  |
| Pacheco Chaves                 | MDB     | 37.132  |
| Roberto Gebara                 | ARENA   | 34.502  |
| Cardoso de Almeida             | ARENA   | 33.476  |
| Orensy Rodrigues               | ARENA   | 32.586  |
| Plínio Salgado                 | ARENA   | 31.646  |
| Sales Filho                    | ARENA   | 31.636  |
| Maurício Toledo                | ARENA   | 31.544  |
| Paulo Alberto                  | ARENA   | 31.532  |
| Sílvio Venturolli              | ARENA   | 31.496  |
| Rui de Almeida Barbosa         | ARENA   | 31.489  |
| Dias Menezes                   | MDB     | 27.976  |
| José Camargo                   | MDB     | 25.726  |
| Sergipe                        |         |         |
| Francisco Rollemberg           | ARENA   | 19.026  |
| Luís Garcia                    | ARENA   | 16.255  |
| Raimundo Diniz                 | ARENA   | 12.783  |
| Passos Porto                   | ARENA   | 12.150  |
| Eraldo Lemos                   | ARENA   | 11.565  |